# RIVER
«RIVER» — 14-й сингл японской идол-группы AKB48. Вышел в Японии 21 октября 2009 года на лейбле King Records.

## Коммерческий успех
Продавшись в эту первую неделю в 179000 экземплярах, «RIVER» стал первым синглом AKB48, возглавившим недельный чарт Орикона. Таким образом, побив «Namida Surprise!», продавшийся к тому времени (за 18 недель) в 144000 экземплярах, «RIVER» стал рекордсменом по продажам среди всех синглов AKB48.

## Список композиций
Сингл был издан в двух версиях — обычном издании (яп. 通常盤) (CD+DVD, каталоговый номер KIZM-43/4 и театральном издании (яп. 劇場盤) (CD, номер  NMAX-1087).

### Обычное издание
| №                   | Название                                                                                                  | Автор(ы)                     | Аранжировщик        | Длительность |
| ------------------- | --- | ---------------------------- | ------------------- | ------------ |
| 1.                  | «RIVER»                                                                                                   | Ясуси Акимото, Ёсимаса Иноуэ | Ёсимаса Иноуэ       |              |
| 2.                  | «Kimi no Koto ga Suki Dakara / Under Girls» (君のことが好きだから / アンダーガールズ)                     | Ясуси Акимото, Тэцуро Ода    | Юити «Маса» Нонака  |              |
| 3.                  | «Hikouigumo (Theater Girls Ver.) / Theater Girls» (ひこうき雲（シアターガールズver.） / シアターガールズ) | Ясуси Акимото, Хидэки Нарусэ | Юити «Маса» Нонака  |              |
| 4.                  | «RIVER (off vocal ver.)»                                                                                  | Акимото, Иноуэ               |                     |              |
| 5.                  | «Kimi no Koto ga Suki Dakara (off vocal ver.)»                                                            | Акимото, Ода                 |                     |              |
| Общая длительность: | Общая длительность:                                                                                       | Общая длительность:          | Общая длительность: | 21:43        |

| №  | Название | Длительность |
| -- | --- | ------------ |
| 1. | «RIVER (видеоклип)» |              |
| 2. | «Kimi no Koto ga Suki Dakara (видеоклип)» |              |
| 3. | «Hikoukigumo (Theater Girls ver.) (видеоклип)» |              |
| 4. | «Shifuku no Toki Special ~Date no Toki ni Iwaretai Hitokoto~» (私服のときスペシャル ～デートの時に言われたい一言～ «Спешл в штатской (неформальной) одеже ~Слово, которое я хочу сказать на свидании~») |              |

Бонус (только первый пресс)
- Билет на хэндшейк ивент (Сэндай, Нагоя, Осака, Хиросима, Фукуока, Саппоро, Токио)
- Карточка для голосования для AKB48 Request Hour Set List Best 100 2010

### Theater Edition
CD
См. обычное издание.
Бонус
- Билет на хэндшейк-ивент (Tokyo Big Sight, SKE48 Theater)
- Лотерея билетов на специальное выступление (живое выступление на сцене, конкурс караоке, встреча с AKB)
- Фото участницы

## Чарты
| Чарт (2009)                                | Наивыс. позиция |
| ------------------------------------------ | --------------- |
| Япония (OriconЕженедельный сингловой чарт) | 1               |
| Япония (Billboard Japan Hot 100)           | 2               |
| Япония (RIAJ Digital Track Chart)          | 17              |

## Версия JKT48
«River» — первый сингл индонезийской идол-группы JKT48, выпущенный 11 мая 2013 года на лейбле Hits Records. Песня была исполнена отобранными участницами из JKT48 Team J и стажерами JKT48. Сингл - это версия песни AKB48 от JKT48.
- Мандаринская версия от китайской идол-группой SNH48 была выпущена в 2013 году и вошла в их первый сингл "Heavy Rotation".
- Тайская айдол-группа BNK48 сделала кавер на песню и включила ее в первый альбом группы River, выпущенный в 2018 году.
- Филиппинская айдол-группа MNL48  выпустят свою версию в 2020 году, но его перенесли на другую дату.
- Вьетнамская айдол-группа SGO48  выпустят свою версию в 2020 году в качестве третьего сингла, участницы Сёнбацу выбраны из "Senbatsu Battle".